# Daniel Montorio
Daniel Montorio Fajó (* 4. Januar 1904 in Huesca; † 24. März 1982 in Madrid) war ein spanischer Komponist, u. a. für Filmmusik.

## Leben
Montorio stammt aus einer Familie mit fünf Kindern und wuchs in schwierigen finanziellen Umständen auf. Sein Vater, ein Gitarrespieler, starb, als Montorio 14 Jahre alt war. Sein Interesse an Musik fand Niederschlag in ersten Unterrichtsstunden bei Alejandro Crowns, der ihn Musiktheorie und Piano lehrte. Dank eines Stipendiums konnte er am Königlichen Musikkonservatorium in Madrid weiter studieren. 1928 hatte er einige Preise als Meisterschüler gewonnen und komponierte von nun an zahlreiche musikalische Werke, oftmals für Bühnenproduktionen. So stammt das bekannte Werk Soy minero von Montorio. Daneben schrieb er Filmmusik – in den ersten Jahren des spanischen Tonfilmes gehörte er, wie über die gesamten 1930er Jahren zu den gefragtesten Künstlern dieser Profession. Seine Musik wird als leicht, eingängig und deskriptiv beschrieben. Regisseur Benito Perojo arbeitete mehrfach mit Montorio zusammen.
Montorio schrieb auch Ballettmusiken und Operetten sowie Zarzuelas (¡Eres un sol!, 1949).

## Filmografie (Auswahl)
- 1928: ¡Viva Madrid, que es mi pueblo!
- 1941: Oro vil
- 1955: Tres eran tres
- 1963: Einer rechnet ab (Los cuatreros)
- 1963: Relevo para un pistolero
- 1966: El padre Manolo